# Manbuta ocresia
Manbuta ocresia là một loài bướm đêm trong họ Erebidae.